# Ferbane
Ferbane (irisch An Féar Bán, „das weiße Gras“) ist eine Kleinstadt (Town) im County Offaly im Zentrum der Republik Irland. Bei der Volkszählung 2022 lebten in Ferbane 1324 Personen.

## Der Ort
Ferbane liegt im Westen von Offaly am River Brosna. Die Siedlung liegt an der Kreuzung der N62 mit der R436. Südlich von Fernbane verläuft der Grand Canal. Ferbane liegt inmitten des Moorgebiets Bog of Allen.

## Geschichte
Bereits 492 wurde an einem Flussbogen Gallen Abbey, etwa ein Kilometer südlich von Ferbane, errichtet. 820 wurde das Kloster zerstört, aber schon kurze Zeit später wieder durch walisische Mönche aufgebaut. 949 kam es zu einem Einfall von Cellachán Caisil, König von Munster. 1571 wurde das Kloster aufgegeben. Die heute als Ruine erhaltene Abtei zeigt älteste Baureste aus dem 11. Jahrhundert.
John McCoghlan ließ 1575 Coole Castle am Flusssaum des Brosna erbauen. Auf einem Mauerstein ist in lateinischer Sprache verewigt, dass die Burg seiner zweiten Frau Sabina O’Dallachain gehören sollte.
Kilcolgan Castle wurde Anfang der 1640er Jahre erbaut. 1954 wurde Kilcolgan Castle für das Kraftwerk von Lumcloon beseitigt.
Der Gallen Bullaun (irisch Bullán Ghailinne) liegt gegenüber den Gebäuden des „Gallen Priory Nursing Home“ in der Mitte der zerstörten Kapelle der Waliser Mönche.

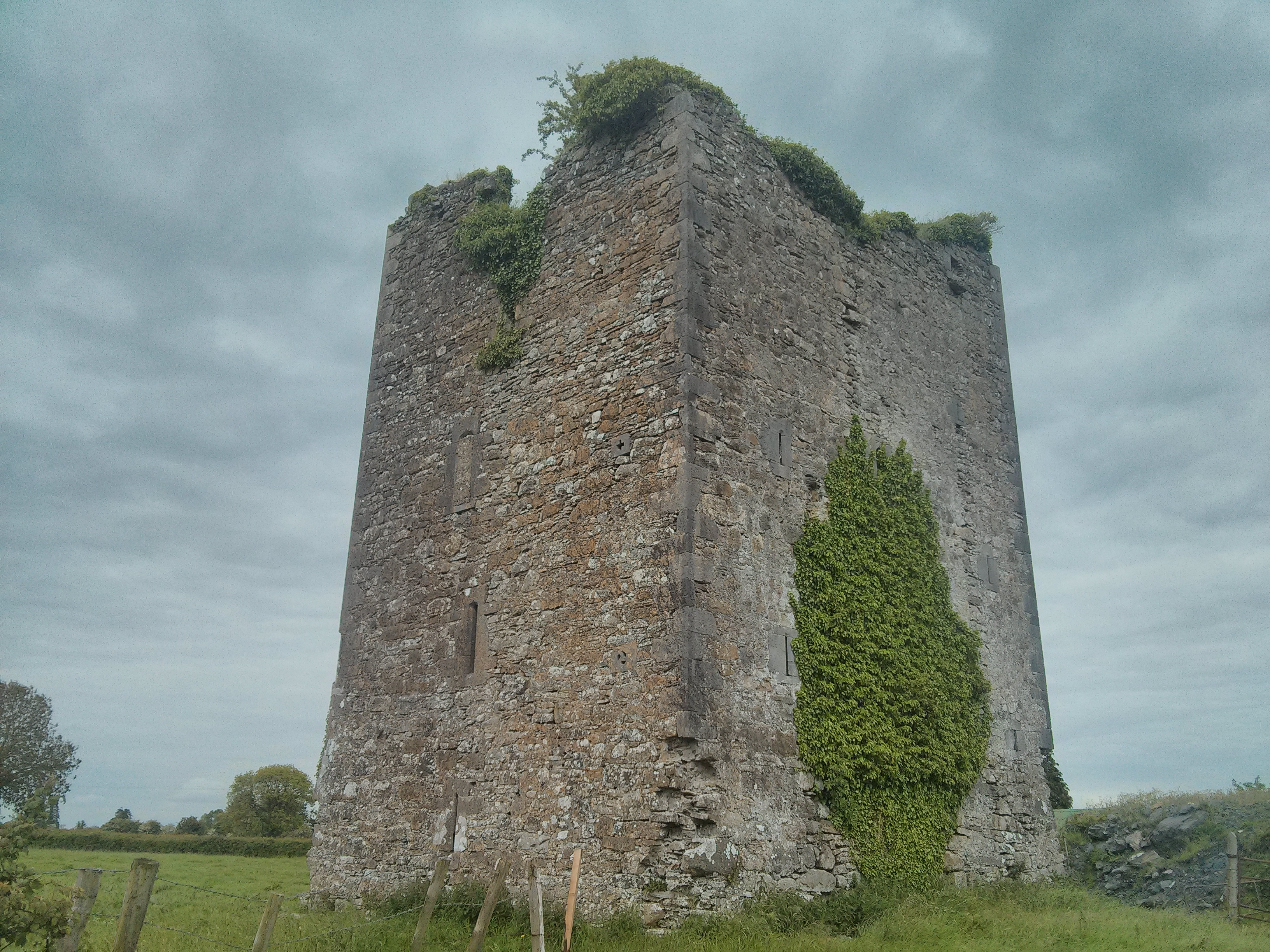
Coole Castle
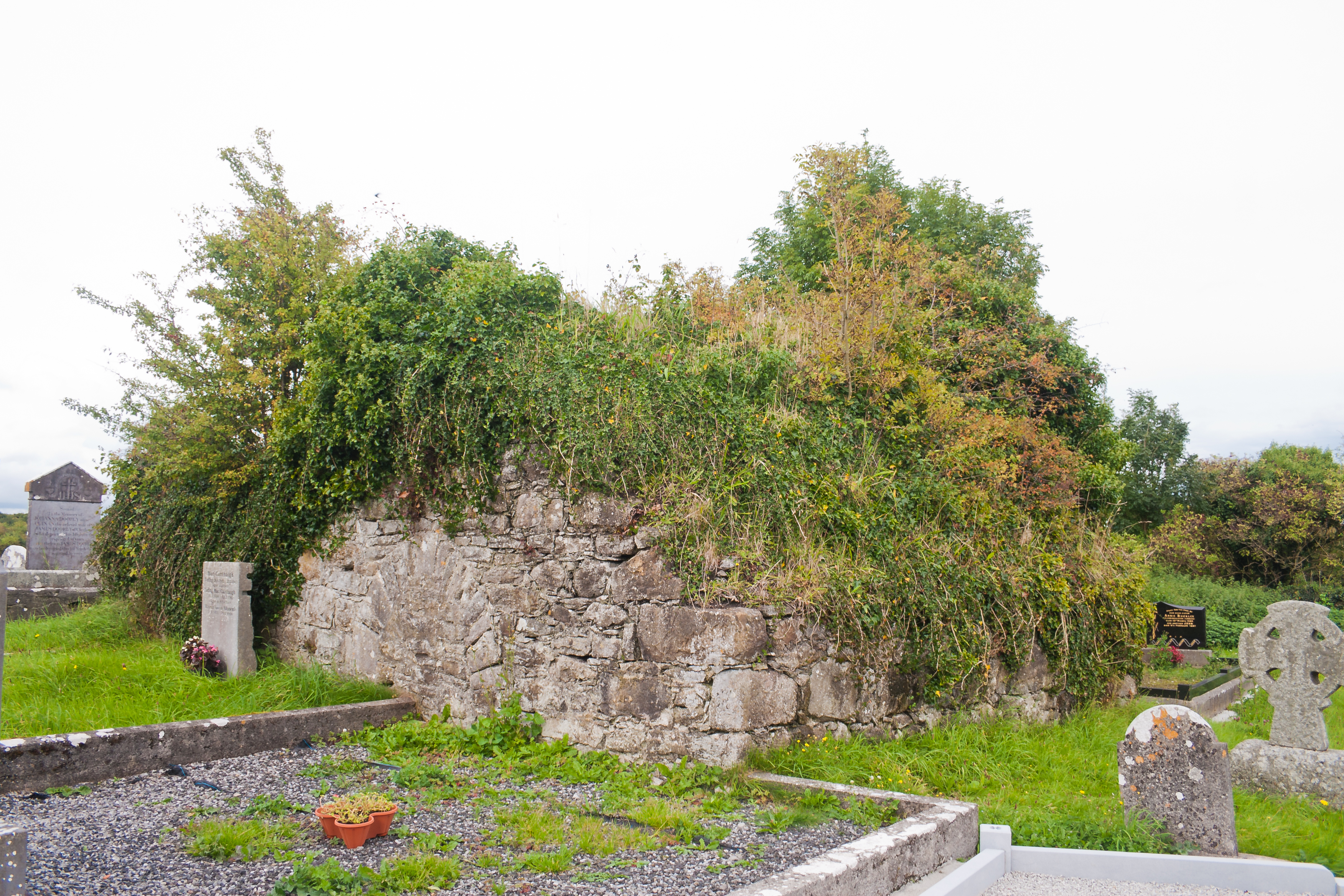
Gallen Abbey